# بلدرچین جنگلی بال‌خالدار
بلدرچین جنگلی بال‌خالدار (نام علمی: Odontophorus capueira) نام یک گونه از سرده بلدرچین جنگلی است.